# Olympische Sommerspiele 1976/Teilnehmer (Kamerun)
| Gelbes Symbol für Goldmedaillen mit stilisierten Olympischen Ringen | Graues Symbol für Silbermedaillen mit stilisierten Olympischen Ringen | Braundes Symbol für Bronzemedaillen mit stilisierten Olympischen Ringen |
| ------------------------------------------------------------------- | --------------------------------------------------------------------- | ----------------------------------------------------------------------- |
| —                                                                   | —                                                                     | —                                                                       |

Kamerun nahm an den Olympischen Sommerspielen 1976 in Montreal mit einer Delegation von vier männlichen Athleten im Radsport teil. Ein Medaillengewinn gelang nicht.
Die Delegation war ursprünglich größer, doch Kamerun schloss sich nach drei Wettkampftagen dem Boykott zahlreicher afrikanischer Länder an, die gegen die Teilnahme Neuseelands protestierten. Die neuseeländische Rugby-Union-Nationalmannschaft war vor den Spielen zu einer umstrittenen Südafrika-Tour aufgebrochen und hatte damit gegen das wegen dessen Apartheidspolitik verhängte „Sportembargo“ verstoßen.

## Teilnehmer nach Sportarten

### Radsport
Straßenradsport
- 100 km Mannschaftszeitfahren: Rennen nicht beendet
Joseph Kono
Maurice Moutat
Henri Mveh
Nicolas Owona